# Bodegas Martín Códax
Bodegas Martín Códax es una bodega fundada en 1986 en Vilariño, Cambados (provincia de Pontevedra, Galicia, España), dedicada a la elaboración de vino albariño. Junto con Condes de Albarei es la bodega de mayor volumen de producción de la comarca del Salnés.

## Estructura
La empresa se constituyó bajo la forma de sociedad anónima. La uva que adquiere la bodega procede de dos fuentes:
- Los socios, que poseen la bodega y participan en la toma de decisiones.
- Particulares, a los que se compra uva durante la vendimia pero que no participan en la vida orgánica de la empresa.

En 2003 comenzó la restauración de un edificio en Cacabelos, en el Bierzo, con la intención de expandir el negocio a la uva mencía.

## Nombre
El nombre se tomó del trovador medieval, y en concordancia con su denominación, la empresa patrocinó durante varios años el Premio de poesía Martín Codax, así como al Grupo de Música Antigua Martin Códax.

## Premios
En 2008 recibió la medalla de oro en el Concurso Internacional de Vinos y Espirituosos CINVE, que tuvo lugar en la ciudad española de Sevilla. El vino ganador fue Martín Códax Lías 2006, que resultó elegido entre candidatos de los cinco continentes.